# Granica polsko-środkowolitewska
Granica polsko-środkowolitewska – granica Polski z Litwą Środkową, formalnie była granicą państwową od 12 października 1920 roku do 24 marca 1922 roku.

## Historia
Litwa Środkowa powstała w wyniku akcji zbrojnej oddziałów generała Lucjana Żeligowskiego, podjętej na rozkaz Józefa Piłsudskiego, przeprowadzonej wbrew zobowiązaniom podjętym na konferencji w Spa i rozejmowi z Litwą w 1920 roku. Niezależne formalnie państwo zostało utworzone 12 października 1920 roku. Obejmowała tereny Wileńszczyzny, których oficjalnie nie można było zająć ze względu na zaciągnięte wcześniej zobowiązania międzynarodowe. Granica formalnie była granicą państwową (faktycznie była to linia demarkacyjna).
W styczniu 1922 roku do Litwy Środkowej dołączono na północy powiat brasławski, a na południu powiat lidzki.
Granica przestała istnieć w momencie przyłączenia Litwy Środkowej do Polski 24 marca 1922 roku.

## Przebieg
Przebieg granicy opisywał art. 4 Dekretu № 1 Naczelnego Dowódcy Wojsk Litwy Środkowej  z dnia 12 października 1920 r..
W listopadzie 1920 roku granica polsko-środkowolitewska przebiegała od trójstyku granic Litwy (Kowieńskiej)-Polski i Litwy Środkowej  na północ od Ignalino. Następnie bieg granicy pokrywał się z północną (rzeka Dzisna) i wschodnią granicą ówczesnego powiatu powiatu święciańskiego (m.in. przez jezioro Narocz), wschodnią  i południową  granicą powiatu oszmiańskiego, południową granicą powiatu wileńskiego i trockiego.  Po przyłączeniu powiatów brasławskiego i lidzkiego granica biegła: na północy od granicy z Łotwą (okolice Drui), następnie biegła w kierunku południowym wschodnimi granicami powiatów brasławskiego i  święcianskiego (m.in. przez jezioro Narocz), dochodziła do rzeki Wilejki (pomiędzy Smorgoniami a Wilejką), granicą powiatu oszmianskiego do styku z granicą powiatu lidzkiego (Surwiliszki), następnie dochodziła do Niemna, przekraczała go dochodząc w okolice Nowogródka, następnie  zmieniała bieg na północny dochodząc do granicy z Litwą (Kowieńską) na rzece Mereczanka na południe od Oran.